# さらい屋 五葉
『さらい屋 五葉』（さらいや ごよう）は、オノ・ナツメによる日本の漫画。『月刊IKKI』（小学館）にて2006年1月号から2010年9月号まで連載された。単行本は全8巻。2010年1月号でアニメ化が発表され、2010年4月から7月にかけてフジテレビ『ノイタミナ』枠で放送された。
江戸時代の江戸が舞台の時代劇。単行本にも巻末に「※本作は時代劇という特性上、当時の表現を使用しております。ご了承下さい」との表記がある。

## あらすじ
田舎から江戸に出てきた侍・秋津政之助は、ひょんなことから誘拐組織「五葉」の頭目・弥一の用心棒をしてしまう。弥一に剣の腕を見込まれた政之助は、自らの意向とは逆に五葉の一味にされる。

## 登場人物
声はテレビアニメ版・ドラマCDにおけるキャスト。

### 主要人物
秋津 政之助（あきつ まさのすけ） / 政（マサ）
声 - 浪川大輔
本作の主人公。「五葉」の一味。
かなりの長身だが猫背。人前に出るとあがってしまうという問題のある性格のため藩主に暇を出され、江戸に自らを鍛えに出てきた浪人。
剣の腕前は立つので、用心棒などを生業とすることを望むが、その性格が災いしてことごとく断られる、もしくはクビになる。
侍らしくない立ち居振る舞いで、気弱でお人好し。そのせいか子どもや長屋の者たちからは好かれている。
弥一に用心棒（実際は用心棒を雇った相手への威嚇）として見込まれ、「五葉」に加わる。
弥一（やいち） / イチ
声 - 櫻井孝宏 / 幼少時代 - 根本圭子
「五葉」の頭目
優男で女にモテる。政之助を「五葉」に入れた張本人であり、政之助のことで何かと世話を焼いている。
遊郭「桂屋」に用心棒（居候）として寝泊りしている。他人に干渉せず、自身も干渉されることを好まない。
おたけ / たけ
声 - 大浦冬華
「五葉」の紅一点。
妖艶な美女。酒好き。多くの男から異性として好意を抱かれている。
弥一とは古くからの友人で、元は岡場所にいたが弥一が身請した。
楓の葉にちなんで一味を「五葉」と名付けた（「五葉」なのだから、一味が5人揃うことを望んでいた）。
梅造（うめぞう） / 梅（ウメ）
声 - 高塚正也
「五葉」の一味。
坊主頭の巨漢。
元盗賊だったが娘のために足を洗い、「五葉」の拠点である居酒屋の店主となった。
口は悪いが優しい性格で面倒見がいい。おたけに惚れている。
娘・お絹が奉公先の次男に悪戯されそうになったこと（後に「五葉」として奉公先の旗本に復讐する）が、「五葉」結成のきっかけとなった。
松吉（まつきち） / 松（マツ）
声 - 内田夕夜
「五葉」の一味。
無口な飾り職人。元ひとり働きの盗人。左手を傷めており、あまり自由が利かない。
盗人時代に弥一に助けられたため、彼を絶対的に信頼しており、「五葉」では密偵の役割（飾り職人としての潜入や、見張りなど）をこなす。
口数が少なく、弥一、おたけ以外とはあまり話さない。おたけを口説いたことがあるらしい。
お絹（おきぬ） / きぬ
声 - 高梁碧
梅造の娘で、居酒屋の看板娘。16歳。
母親は幼いころ亡くなっており、父親と2人暮らし。「五葉」のつとめの内容を知っている。
仏の宗次（ほとけのそうじ） / ご隠居（ごいんきょ）
声 - 宝亀克寿
江戸の郊外に住む老人。
「五葉」の正式なメンバーではないが、人質を監禁する役目を担ったり何かと「五葉」を助ける。
かつては梅造の居た盗賊団の2人居た頭目の1人だった。
梅造の盗賊団の足抜けに尽力したため梅造からは慕われている。
その人となりから手下からは仏と呼ばれた。
八木 平左衛門（やぎ へいざえもん）
声 - 木下浩之
政之助とたびたび出会う侍。
北町奉行所の与力であり、籠って仕事をするよりも町をぶらついていることの方が多い。
昔、隣屋敷の下男をしていた弥一という親友を亡くしている。
弥一の過去を知る人物で、彼の正体に気付く。

### その他の人物
姐さん（ねえさん）
声 - 高乃麗
桂屋の女将。過去に白楽から抜けた弥一を助けた。
銀太（ぎんた）
代理業を営む青年。五葉への仲間入りを志願する。
世話になった店が盗賊に襲われ、再建のために金を必要としている。
アニメには未登場。
立花 伊蔵（たちばな いぞう）
声 - 勝杏里
八木の下で働く定町廻り同心。
梅造の店の常連で、おたけに惚れている。弥一の身辺を探っている。
アニメには未登場だが、ドラマCDには登場している。
秋津 文之助（あきつ ぶんのすけ）
政之助の弟。政之助に代わり跡目を継ぐ。
藩の役職にも就いているが、昇進のために裏で金を使っている。
兄に対しては複雑な感情を抱いている。
秋津 幸（あきつ さち）
声 - 山県さとみ
政之助の妹。忠次郎という許婚がいる。
仁（じん）
声 - 西凜太朗
弥一（誠之進）が白楽の一味だった頃の兄貴分。
誠之進を三枝家から拐した犯人で、彼を殺さずに仲間に入れた。
弥一を一味を裏切ったと思って、後を追っている。
弁蔵（べんぞう）
声 - 石塚運昇
梅造がかつていた盗賊団・壱師の「仏の宗次」と並び頭。
九平（くへい）
声 - 西村知道
盗賊・白楽の頭。
弥一（やいち）
声 - 伊藤健太郎
三枝家に仕えていた使用人。養子入りした誠之進が唯一心を開き信頼していた人物。
誤って井戸に落ちて死んだと思われていた。

## 書誌情報
- オノ・ナツメ 『さらい屋 五葉』 小学館〈IIKKI COMIX〉、全8巻
  1. 2006年7月28日発売、ISBN 4-09-188326-5
  2. 2007年2月28日発売、ISBN 978-4-09-188352-0
  3. 2007年8月30日発売、ISBN 978-4-09-188370-4
  4. 2008年4月26日発売、ISBN 978-4-09-188415-2
  5. 2008年11月28日発売、ISBN 978-4-09-188428-2
  6. 2009年4月30日発売、ISBN 978-4-09-188464-0
  7. 2010年2月25日発売、ISBN 978-4-09-188499-2
  8. 2010年9月30日発売、ISBN 978-4-09-188529-6

## テレビアニメ
2010年4月から7月にかけて、フジテレビ『ノイタミナ』枠で放送された。全12話。

### スタッフ
- 原作 - オノ･ナツメ（月刊IKKI／小学館刊）[1]
- 監督・シリーズ構成・脚本・音響監督 - 望月智充
- キャラクターデザイン - 中澤一登[1]
- 総作画監督 - 山下喜光[1]
- 美術 - 佐藤正浩[1]、渡辺三千恵
- 小物設定 - 常木志伸[1]
- 色彩設計 - 一瀬美代子[1]
- 撮影監督 - 山田和弘[1]
- 編集 - 長坂智樹[1]
- 音楽 - 小西香葉・近藤由紀夫（MOKA☆）
- チーフプロデューサー - 田中信作、山本幸治
- プロデューサー - 河内山隆、河本紗知、木村誠
- アニメーション制作 - マングローブ[1]
- 制作 - さらい屋五葉製作委員会[1]（メディアファクトリー、フジテレビジョン、電通、小学館、ムービック、マングローブ）

### 主題歌
オープニングテーマ「Sign of Love」
作詞 - immi / 作曲 - immi、Masao"N.A.I.D"Nisugi / 編曲 - Masao"N.A.I.D"Nisugi / 歌 - immi
エンディングテーマ「all I need is...」
作詞・作曲 - Rake / 編曲 - Rake、MACK / 歌 - Rake

### 各話リスト
| 話数     | サブタイトル       | 絵コンテ   | 演出       | 作画監督            | 予告         |
| -------- | ------------------ | ---------- | ---------- | ------------------- | ------------ |
| 第一話   | 形ばかりの         | 望月智充   | 望月智充   | 中澤一登 山下喜光   | 弥一         |
| 第二話   | 抱かれたい         | 宮地昌幸   | 曽我準     | 小森秀人            | 梅造         |
| 第三話   | 徐々に巻き込んで   | 加瀬充子   | 小林浩輔   | 岡田万衣子          | 八木         |
| 第四話   | 加減がねぇ         | 出合小都美 | 出合小都美 | 坂本千代子          | お絹         |
| 第五話   | 上手くいくさ       | 矢野雄一郎 | 矢野雄一郎 | 末永宏一            | 姐さん       |
| 第六話   | 幸せと思えよ       | 岡佳広     | 岡佳広     | さとう陽            | ご隠居       |
| 第七話   | 野暮でござった     | 亀井幹太   | 神保昌登   | 堀内博之            | 政之助       |
| 第八話   | 恩人が二人いる     | 木村隆一   | 木村隆一   | 松井啓一郎          | 松吉         |
| 第九話   | お助けに参る       | 山川吉樹   | 曽我準     | 追崎史敏            | 幸           |
| 第十話   | 汚い野良猫         | 加瀬充子   | 小林浩輔   | 岡田万衣子          | 仁           |
| 第十一話 | 失礼つかまつった   | 宮地昌幸   | 出合小都美 | 小森秀人 坂本千代子 | 政の長屋の猫 |
| 第十二話 | もうふらふらですよ | 望月智充   | 望月智充   | 山下喜光            | -            |

### 放送局
| 放送地域   | 放送局        | 放送期間                  | 放送日時                  | 放送系列             | 備考                           |
| ---------- | ------------- | ------------------------- | ------------------------- | -------------------- | ------------------------------ |
| 関東広域圏 | フジテレビ    | 2010年4月15日 - 7月1日    | 木曜 25:15 - 25:45        | フジテレビ系列       | 製作委員会参加 ノイタミナ第2部 |
| 近畿広域圏 | 関西テレビ    | 2010年4月20日 - 7月6日    | 火曜 25:59 - 26:29        | フジテレビ系列       | アニメわ〜く!第2部             |
| 中京広域圏 | 東海テレビ    | 2010年4月22日 - 7月8日    | 木曜 26:45 - 27:15        | フジテレビ系列       |                                |
| 日本全域   | BSフジ        | 2010年5月1日 - 8月7日     | 土曜 25:30 - 26:00        | BSデジタル放送       | ノイタミナ第2部                |
| 熊本県     | テレビ熊本    | 2010年5月3日 - 7月19日    | 月曜 26:10 - 26:40        | フジテレビ系列       |                                |
| 佐賀県     | サガテレビ    | 2010年7月15日 - 10月7日   | 木曜 24:45 - 25:15        | フジテレビ系列       |                                |
| 日本全域   | フジテレビTWO | 2011年5月10日 - 6月14日   | 火曜 18:00 - 19:00        | CS放送               | 2話連続、リピートあり          |
| 日本全域   | アニマックス  | 2012年12月10日 - 12月25日 | 月曜 - 金曜 21:30 - 22:00 | アニメ専門 BS/CS放送 | リピートあり                   |
| 日本全域   | WOWOW         | 2015年6月12日             | 金曜 25:00 - 30:00        | BS放送               | 全話一挙放送                   |

### タイアップ
株式会社シークレットテーブルの経営する和食専門店「京町恋しぐれ」（2店舗）および「さかえや」（5店舗）にて、番組とのコラボレーション企画を実施。2010年3月1日から6月30日の期間限定で、ストーリーにちなんだオリジナルメニューを取り扱っていた。

#### メニュー
京町恋しぐれ
- 八百夜町　爛漫ちらし寿司（1,280円）
- 胡瓜と茗荷の雷漬け　柚子胡椒添え（580円）

さかえや
- 南瓜の羊羹〜小判仕立て〜（400円）
- 五葉のみたらし団子（500円）
- 江戸町屋のにぎりめし（580円）

## ドラマCD
さらい屋五葉 ドラマCD
アニメ放送終了後の2010年10月22日にフロンティアワークスから発売された。アニメで監督を担当した望月智充が脚本を務めたオリジナルストーリー。キャストはアニメと同様。アニメでは未登場だった立花が登場している。